# Das Präparat
Das Präparat ist ein Musikprojekt des Musikers, Sängers und Produzenten Matthias Bornemann alias Dr. Hyde.

## Geschichte
Anfang 2001 begann Bornemann seine Musik unter dem Pseudonym Das Präparat als Ein-Mann-Projekt vorzustellen. Im Jahr 2003 stieß Hannes „Honey“ Malecki von Welle: Erdball als Dr. Georg Linde als Keyboarder und weiterer Sänger hinzu. Im Jahr 2004 wurde Das Präparat mit Nachtschwester K., zu einer dreiköpfigen Band. Mit der gemeinsam produzierten Maxi Tanz mit Deinem Gefühl gelang ihnen ein Club-Hit, der in die Deutschen Alternative Charts einstieg. Mit der Veröffentlichung wurde Das Präparat häufig als Nebenprojekt des Welle:-Erdball-Musikers gewertet. Die Veröffentlichung erhielt sehr unterschiedliche Rezensionen. Tanz mit Deinem Gefühl wurde mit positiven, durchschnittliche und negativen Bewertungen versehen. Im Anschluss an die Veröffentlichung tourte die Gruppe Deutschlandweit.
Nach internen Streitigkeiten verließ Malecki das Projekt im Jahr 2005, um sich wieder vermehrt auf seine eigenen Projekte zu konzentrieren. Durch den aufkeimenden Erfolg wurde das Label Scanner auf Das Präparat aufmerksam und nahm die Band unter Vertrag. Im Jahr 2007 erschien das erste Album THX LD50. Die Veröffentlichung wurde seltener als die Maxiveröffentlichung rezensiert, derweil wurde dem Album eine höhere Eigenständigkeit im Electro-Spektrum zugesprochen. Gelegentlich wurde das Album kritisch beurteilt. Insbesondere der Gesang wurde als „nervig und erdrückend“ bezeichnet.
Im Jahr 2010 folgte das Konzeptalbum Unschuldsblicke, welches das Thema Sexueller Missbrauch von Kindern behandelt. Das Album wurde überwiegend positiv besprochen und als „musikalisch abwechslungsreiches und inhaltlich verstörendes Album“ bezeichnet, lediglich der Gesang wurde kritisiert. Unschuldsblicke gilt als vielschichtiger und abwechslungsreicher gegenüber den vorherigen Veröffentlichungen. Die Musik ließe sich nicht mehr auf das Electro-Spektrum reduzieren und greife ebenso Elemente des Dark Cabaret auf. Vereinzelt wurde die Tanzbarkeit des Albums hervorgehoben. Kritische Stimmen bemängelten hingegen eine Unstimmigkeit zwischen dem Konzept des Albums und der musikalischen Aufbereitung und beurteilten es als „zu bemüht, zu sehr auf Breitseite getrimmt, als dass sich tatsächliche Gänsehaut ob der Thematik bilden könnte.“ Ein Jahr nach der Veröffentlichung verließ Nachtschwester K. die so wieder auf ein Ein-Mann-Projekt geschrumpfte Band. Im Jahr 2016 folgte das Album Unter 4 Augen.

## Stil
Die ersten Veröffentlichungen des Projektes wurden dem Minimal Electro sowie dem Electropop zugeordnet und häufig mit Welle: Erdball verglichen. Das Internetmagazin Terrorverlag zieht so den Vergleich „WELLE:ERDBALL meets BLUTENGEL“ um das musikalische Konzept der Singleveröffentlichung Tanz mit Deinem Gefühl zu umschreiben. Spätere Veröffentlichungen werden zumeist dem Electropop, Synthie-Pop und Electro zugerechnet. Die Alben seien insbesondere durch eine hohe Tanzbarkeit, eingängige Rhythmen und häufige Samples sowie durch „Synthie-Klängen, eine häufige Verwendung von klassischen Instrumenten innerhalb der elektronischen Gesamtstruktur und Beats“ des Electro der frühen 1990er geprägt. Dabei greife die Gruppe auf späteren Veröffentlichungen ebenso auf Elemente des Dark Cabaret zurück. Insgesamt werden Vergleiche zu Das Ich, Calva Y Nada, Leather Strip und den frühen Project Pitchfork gezogen.

## Diskografie
- 2002: Seuche Mensch (EP, Selbstverlag)
- 2003: Anatomie (Album, Selbstverlag)
- 2004: Tanz mit Deinem Gefühl (Single,  Synthetic Symphony)
- 2006: Mein Schmerz trägt Deinen Namen (EP, Scanner)
- 2007: THX LD50 (Album, Scanner)
- 2010: Unschuldsblicke (Album, Scanner)
- 2016: Unter 4 Augen (Album, Scanner)